# Phanerotoma fusca
Phanerotoma fusca är en stekelart som beskrevs av Herbert Zettel 1992. Phanerotoma fusca ingår i släktet Phanerotoma och familjen bracksteklar. Inga underarter finns listade i Catalogue of Life.